# Синдром Марото — Лами
Синдром Марото — Лами (мукополисахаридоз VI типа, англ. MPS VI) — редкая наследственная болезнь, одна из форм мукополисахаридоза из группы лизосомных болезней накопления, биохимически связанная с дефицитом фермента лизосом N-Ацетилгексозамин-4-сульфатсульфатазы (арилсульфатазы Б, англ. arylsulfatase B, ARSB).

## Историческая справка

### Эпоним
Данный тип мукополисахаридоза получил название в честь французских врачей: педиатра Пьера Марото (фр. P. Maroteaux, род. в 1926) и его наставника генетика Мориса Эмиль Жозеф Лами (фр. M. E. J. Lamy, 1895—1975).

## Патогенез
В результате мутации гена 5q11-13 (ARSB) развивается дефицит или проявляется дефектность фермента N-Ацетилгексозамин-4-сульфатсульфатазы, что ведёт к накоплению в лизосомах одного типа гликозаминогликанов — дерматансульфата.

## Наследование

Аутосомно-рецессивный механизм наследования синдрома Марото — Лами: оба родителя являются носителями дефектного гена (помечен красным кружочком). По законам Менделя 50 % детей станут носителями (как их родители), 25 % родятся генетически здоровыми и в 25 % случаев — больными.

Данное генетическое заболевание наследуется, как и подавляющее большинство лизосомных болезней накопления, по аутосомно-рецессивному типу наследования. Таким образом, с одинаковой частотой встречается как у мужчин, так и у женщин.
Аутосомно-рецессивный тип наследования на практике означает, что дефектный ген расположен на одной из двух аллельных аутосом. Заболевание клинически манифестирует только в случае, когда обе аутосомы, полученные по одной от отца и матери, являются дефектными по данному гену. Как и во всех случаях аутосомно-рецессивного наследования, если оба родителя несут дефектный ген, то вероятность наследования болезни у потомства составляет 1 из 4. Таким образом в среднем, на одного больного ребёнка в такой семье приходится три без клинических признаков проявлений генной болезни. На схеме синим цветом обозначены здоровые, фиолетовым — носители дефектного гена, красным — синдром Марото — Лами (два дефектных гена одной аллели). Синим кружочком помечен нормальный ген, красным — дефектный.

## Классификация
Согласно Международной классификации болезней десятого пересмотра (МКБ-10), различают:
- E76 Нарушения обмена гликозаминогликанов
  - E76.2 Другие мукополисахаридозы. Недостаточность β-глюкуронидазы. Мукополисахаридозы типов III, IV, VI, VII. Синдром: Марото — Лами (лёгкий), (тяжёлый), Моркио(-подобный), (классический), Санфилиппо (тип A) (тип В) (тип С) (тип D).

## Клиническая картина
Интеллектуальное развитие детей с синдром Марото — Лами, как правило, не страдает (нормальное), тем не менее, наблюдается множество общих черт с синдромом Гурлер. Вызываемый дефицитом фермента N-Ацетилгексозамин-4-сульфатсульфатазы синдром Марото — Лами обладает разнообразным спектром серьёзных клинических симптомов. Неврологические осложнения включают помутнение роговицы, развитие глухоты, утолщение твёрдой мозговой оболочки (одной из трёх мембран, окружающих и защищающих головной и спинной мозг), болевой синдром, вызванный сжатием или травмированием нервных корешков и периферических нервных волокон. Первые признаки болезни проявляются на первом году жизни ребёнка — одним из первых симптомов зачастую является отставание в моторном развитии (дети позже начинают ходить). В возрасте 10 лет у детей наблюдается укорочение туловища, своеобразная поза «на корточках», вызванная ограничением подвижности суставов. В более тяжёлых случаях у детей развивается характерный выпирающий живот, возникающий в результате избыточного искривления вперёд поясничного отдела позвоночного столба (гиперлордоз). Скелетные деформации прогрессируют (особенно в области таза), способствуя дальнейшему ограничению объёма движений в суставах. У многих детей формируется пупочная или паховая грыжа. Практически у всех детей встречаются различные формы заболеваний сердца, как правило, проявляющиеся дисфункцией клапанов.

## Лечение
Современная наука получила возможность проводить фермент-заместительную терапию для пациентов с мукополисахаридозом ферментом лизосом, участвующим в катаболизме мукополисахаридов, составляющих основу межклеточного вещества соединительной ткани. У больных синдромом Марото — Лами, фермент-заместительная терапия оказалась относительно успешной: улучшились развитие и подвижность суставов. В дальнейшем предпринимались попытки инъекции недостающего фермента в бёдра, с целью увеличения объёма движений и купирования болевого синдрома. Тем не менее, при стоимости терапии $ 365 000 в год — лечение является одним из самых дорогих.